# Seattle Seahawks 1994
La stagione 1994 dei Seattle Seahawks è stata la 19ª della franchigia nella National Football League. Questa fu l'ultima stagione con Tom Flores alla guida della squadra. I Seahawks disputarono le prime tre gare della stagione all'Husky Stadium a causa del parziale crollo del rivestimento superiore del Kingdome avvenuto il 19 luglio.

## Scelte nel Draft NFL 1994
| Giro/Scelta | Giocatore          | Ruolo           | College             |
| ----------- | ------------------ | --------------- | ------------------- |
| 1/8         | Sam Adams          | Defensive end   | Texas A&M           |
| 2/36        | Kevin Mawae        | Offensive guard | LSU                 |
| 3/73        | Lamar Smith        | Running back    | Houston             |
| 4/110       | Larry Whigham      | Defensive back  | Northeast Louisiana |
| 7/202       | Carlester Crumpler | Tight end       | East Carolina       |

## Calendario
| Turno | Data               | Avversario            | Risultato          | Stadio                             | Record             | Pubblico           |                    |                    |                    |
| 1     | 4/9/1994           | @ Washington Redskins | V 28-7             | Robert F. Kennedy Memorial Stadium | 1-0                | 52.930             |                    |                    |                    |
| 2     | 11/9/1994          | @ Los Angeles Raiders | V 38-9             | Los Angeles Memorial Coliseum      | 2-0                | 47.319             |                    |                    |                    |
| 3     | 18/9/1994          | San Diego Chargers    | S 10-24            | Husky Stadium                      | 2-1                | 65.536             |                    |                    |                    |
| 4     | 25/9/1994          | Pittsburgh Steelers   | V 30-13            | Husky Stadium                      | 3-1                | 59.637             |                    |                    |                    |
| 5     | 2/10/1994          | @ Indianapolis Colts  | S 15-17            | RCA Dome                           | 3-2                | 49.876             |                    |                    |                    |
| 6     | 9/10/1994          | Denver Broncos        | S 9-16             | Husky Stadium                      | 3-3                | 63.872             |                    |                    |                    |
| 7     | Settimana di pausa | Settimana di pausa    | Settimana di pausa | Settimana di pausa                 | Settimana di pausa | Settimana di pausa | Settimana di pausa | Settimana di pausa | Settimana di pausa |
| 8     | 23/10/1994         | @ Kansas City Chiefs  | S 23-38            | Arrowhead Stadium                  | 3-4                | 78.847             |                    |                    |                    |
| 9     | 30/10/1994         | @ San Diego Chargers  | S 15-35            | Jack Murphy Stadium                | 3-5                | 59.001             |                    |                    |                    |
| 10    | 6/11/1994          | Cincinnati Bengals    | S 17-20 OT         | Kingdome                           | 3-6                | 46.630             |                    |                    |                    |
| 11    | 13/11/1994         | @ Denver Broncos      | S 10-17            | Mile High Stadium                  | 3-7                | 71.290             |                    |                    |                    |
| 12    | 20/11/1994         | Tampa Bay Buccaneers  | V 22-21            | Kingdome                           | 4-7                | 37.466             |                    |                    |                    |
| 13    | 27/11/1994         | Kansas City Chiefs    | V 10-9             | Kingdome                           | 5-7                | 54.120             |                    |                    |                    |
| 14    | 4/12/1994          | Indianapolis Colts    | S 19-31            | Kingdome                           | 5-8                | 39.574             |                    |                    |                    |
| 15    | 11/12/1994         | @ Houston Oilers      | V 16-14            | The Astrodome                      | 6-8                | 31.453             |                    |                    |                    |
| 16    | 18/12/1994         | Los Angeles Raiders   | S 16-17            | Kingdome                           | 6-9                | 53.301             |                    |                    |                    |
| 17    | 24/12/1994         | @ Cleveland Browns    | S 9-35             | Cleveland Municipal Stadium        | 6-10               | 54.180             |                    |                    |                    |

## Classifiche
| AFC West               | AFC West | AFC West | AFC West | AFC West | AFC West | AFC West | AFC West |
|                        | V        | S        | P        | %        | PF       | PS       | Str:     |
| ---------------------- | -------- | -------- | -------- | -------- | -------- | -------- | -------- |
| (2) San Diego Chargers | 11       | 5        | 0        | .688     | 381      | 306      | V2       |
| (6) Kansas City Chiefs | 9        | 7        | 0        | .563     | 319      | 298      | V2       |
| Los Angeles Raiders    | 9        | 7        | 0        | .563     | 303      | 327      | S1       |
| Denver Broncos         | 7        | 9        | 0        | .438     | 347      | 396      | S3       |
| Seattle Seahawks       | 6        | 10       | 0        | .375     | 287      | 323      | S2       |

## Leader della squadra
| Leader della squadra   |                                              |       |
| Categoria              | Giocatore                                    | N.    |
| Yard passate           | Rick Mirer                                   | 2.151 |
| Touchdown passati      | Rick Mirer                                   | 11    |
| Yard corse             | Chris Warren                                 | 1.545 |
| Touchdown su corsa     | Chris Warren                                 | 9     |
| Ricezioni              | Brian Blades                                 | 81    |
| Yard ricevute          | Brian Blades                                 | 1.086 |
| Touchdown su ricezione | Brian Blades                                 | 4     |
| Sack                   | Michael Sinclair                             | 4,5   |
| Intercetti             | Terry Wooden Eugene Robinson Orlando Watters | 3     |